# مهمة مستحيلة: أمة مارقة
مهمة مستحيلة: أمة مارقة (بالإنجليزية: Mission: Impossible – Rogue Nation)‏ هو فيلم أكشن تجسس إثارة أمريكي من تأليف وإخراج كريستوفر ماك كويري. الفيلم هو الخامس من سلسلة مهمة مستحيلة وكان قد سبقه مهمة مستحيلة: بروتوكول الشبح (2011). الفيلم من بطولة توم كروز بدور عميل وكالة المهمات المستحيلة إيثان هانت، يشاركه التمثيل أيضًا، جيرمي رينر وسايمون بيج وريبيكا فيرغسون وفينج راميز وشون هاريس وأليك بالدوين. صدر الفيلم في 31 يوليو، 2015، وتلقى مراجعات إيجابية. مدح النقاد أداء توم كروز وريبيكا فيرغسون ومشاهد الحركة والإخراج لكريستوفر ماكويري.

## القصة
- بعد اعتراضه لغاز أعصاب كان يباع إلى إرهابيين، يعتقد عميل وكالة المهمات المستحيلة إيثان هانت أن يستطيع إثبات وجود «النقابة»، وهي جمعية إجرامية دولية. يذهب إيثان إلى المحطة الفرعية للوكالة في لندن لاستلام أوامره الجديدة لكن ينصب فخ له هناك ويتم الإمساك به من قبل النقابة. خلال تعذيبه على يد أحد رجال النقابة ويدعى «فينتر»، ينجح في الهروب بمساعدة عميلة المخابرات البريطانية المتخفية داخل النقابة «إيلسا فاوست».
- في هذه الأثناء، يَمثل مدير المخابرات المركزية «آلان هانلي» وعميل المهمات المستحيلة «وليام براندت» أمام لجنة رقابة في مجلس الشيوخ، وينجح هانلي في إقناع اللجنة بإيقاف نشاط وكالة المهمات المستحيلة IMF وضمها إلى وكالة المخابرات المركزية، التي باتت بالتالي تطارد «إيثان». ثم يبدأ بتتبع الدليل الوحيد لديه: رجل أشقر يرتدي نظارات، يتبين لاحقًا أنه «سولمون لين».
- بعد مرور 6 أشهر لا يزال «إيثان» مطاردًا وغير قادر على العثور على النقابة، فيطلب مساعدة صديقه ""بينجي دان" ويرسله إلى دار الأوبرا في فيينا للبحث عن «لين»، الذي يعتقد انه زعيم النقابة. في دار الاوبرا يتكشف «إيثان» أن هناك مؤامرة لاغتيال مستشار النمسا، وعلى الرغم إيقافه لثلاثة قناصين من ضمنهم «فاوست»، يقتل المستشار بانفجار سيارته.
- يقوم «براندت» بتجنيد «لوثر ستيكيل» لإيجاد «إيثان» ومنع المخابرات من قتله. يتمكن الاثنان من تتبع «إيثان» و«دان» و«فاوست» إلى المغرب، حيث يقدم الثلاثة على اختراق خادم مؤمن في الماء يقع تحت محطة طاقة. بعد سرقتهم لما يعتقدون انه قرص يحتوي أسماء جميع أعضاء النقابة، تأخذ «فاوست» القرص ويبدأ في مطاردتها «إيثان» ورفاقه والنقابة. تتمكن «فاوست» من الهروب، لكن «دان» يكشف أنه صنع نسخة من البيانات.

تعود «فاوست» إلى لندن وتحاول تسليم الملفات إلى مسؤولها في المخابرات البريطانية «أتلي» لكنه يأمرها بالرجوع إلى النقابة وأكمال مهمتها. وتعود «لين» لتسلمه الملفات لكنها تكتشف أن القرص قد مسحت بياناته من قبل «أتلي»، حيث يحتوي مجلد مشفر يتطلب تأكيد صوتي من رئيس الوزراء البريطاني فقط ليفتح. تقوم النقابة باختطاف «دان» وتقول لإيثان أن عليه تسليم نسخة مفتوحة من المجلد إلى «لين» بحلول الليل. يدرك «إيثان» أن «لين» لديها دائمًا طريقة للحصول على الملفات، ويعتقد أن الطريقة الوحيد لإيقافه هي بمواجهتها.
يتصل «براندت» بـ«هانلي» ويكشف له موقعهم. في مزاد خيري، يحاول الاثنان منع «إيثان» من اختطاف رئيس الوزراء، ويأخذانه إلى غرفة مؤمنة برفقة «أتلي». في الغرفة، يكشف الأخير أنه «إيثان» متخفي بقناع ويجعل رئيس الوزراء يؤكد وجود النقابة، وهي مشروع سري لأداء مهام دون رقابة، رغم أن رئيس الوزراء أمر بإلغاء المشروع قبل أن يخرج حتى من مرحلة التخطيط. عندما يصل «أتلي» الحقيقي، يخضعه «إيثان» ويجعله يعترف بأنه كان يغطي وجود النقابة منذ أن سرق «لين» المشروع وأنشق عن المخابرات البريطانية. يتمكن «إيثان» أخيراً باقناع «هانلي» بوجود النقابة.
يكتشف لوثر ستيكيل بأن الملف يحتوي أمكانية الوصول إلى المليارات بالعملة. يدمر «إيثان» الملف ويخبر «لين» بأنه حفظ البيانات، من أجل إجبار «لين» على تحرير «دان» و«فاوست» مقابل المعلومات التي يعرفها. يهرب «دان» إلى «ستيكيل» و«براندت» بينما «إيثان» و«فاوست» تتم مطاردتهما من قبل «فينت» ورجاله في شوارع لندن حيث يتفرق الاثنان. تقتل «فاوست» «فينتر» بسكينه بينما «إيثان» يقوم بإدراج «لين» إلى نفق وهناك يحبسها داخل صندوق زجاجي مظاد للرصاص، ويتم اعتقاله.
في وقت لاحق تعود وكالة المهمات المستحيلة للعمل ويترأسها «هانلي».

## الممثلون
- توم كروز بدور «إيثان هانت»
- جيريمي رينر بدور «وليام براندت»
- سايمون بيج بدور «بينجي دان»
- ريبيكا فيرغسون بدور «إيلسا فاوست»
- فينج راميز بدور «لوثر ستيكيل»
- شون هاريس بدور «سولمون لين»
- أليك بالدوين بدور «آلان هَنلي»

## الإنتاج

### ما قبل الإنتاج
أعلنت شركة باراماونت بيكتشرز في أغسطس 2013 أن كريستوفر ماك كويري سوف يخرج الفيلم الخامس من مهمة مستحيلة، وأنه من سيناريو درو بيرس، مع توم كروز وهو يؤدي دوره إيثان هانت. شركات الإنتاج للفيلم هم تي سي برودكشن وباد روبوت، وعملت سكايدانس ميديا كممول مشارك ومنتج تنفيذي لأحدث إصدار، عن كثب مع الفريق في عملية التطوير والإنتاج. في 14 نوفمبر 2013، أعلنت شركة باراماونت عن تاريخ الإصدار وهو 25 ديسمبر 2015. في نفس الشهر، أكد سيمون بيج أنه سيعيد تمثيل دوره في شخصية بينجي. في مايو 2014، حل ويل ستابلز محل بيرس ككاتب سيناريو. أكد رينر أنه سيعود لدور ويليام براندت، وقال كروز إن الفيلم سيُصور في لندن، مع تقرير لاحق قال إنه سيُعرض لأول مرة في فيينا في أغسطس.
في يوليو 2014، انضمت ريبيكا فيرجسون لطاقم التمثيل وكان أليك بالدوين في محادثات للفيلم. تم تأكيد انضمام بالدوين إلى فريق التمثيل في أغسطس 2014، وتم تأكيد أن فينج رامز سيعيد تأدية دور لوثر ستيكيل. في 5 سبتمبر، أُعلن أن شون هاريس كان في مفاوضات لدور الشرير. في 2 أكتوبر، انضم سايمون ماكبرني إلى فريق عمل الفيلم. في 6 أكتوبر، انضمت الممثلة الصينية تشانغ جينغ تشو إلى طاقم الفيلم (ظهرت لمدة 30 ثانية فقط في نهاية الفيلم).
في 22 مارس 2015، كشفت باراماونت عن العنوان الرسمي للفيلم، وهو «مهمة مستحيلة: أمة مارقة»، جنبًا إلى جنب مع ملصق دعائي وإعلان تشويقي.

### التصوير

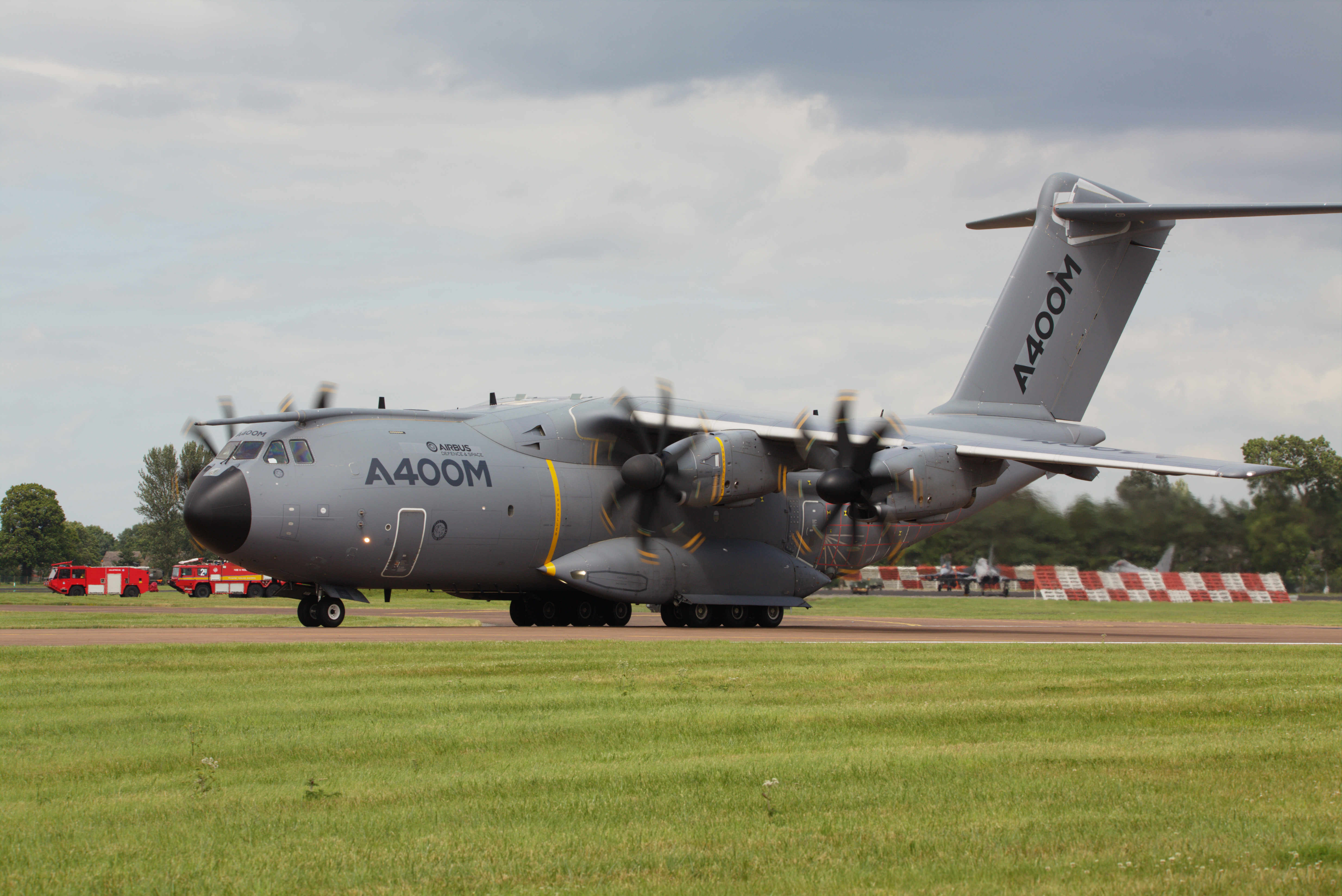
تم استخدام طائرة Airbus A400M Atlas هذه، المسجلة F-WWMZ، لتصوير مشهد الحركة في بداية الفيلم.

بدأت أعمال التصوير الرئيسي في أغسطس 2014 في فيينا، النمسا وتمت مشاهدة توم كروز والمخرج كريستوفر ماك كويري في قطار أنفاق فيينا كما شوهد يصور مشاهد من على سطح دار الأوبرا. بعد تصوير استغرق اسبوع ونصف في فيينا، انتقل الإنتاج لاستكمال تصوير المشاهد في الرباط (المغرب) حيث أُغلق طريق مراكش السريع لمدة 14 يوم لاستكمال أعمال التصوير، وتشمل مواقع التصوير الأخرى في المغرب أكادير والرباط. وشوهد كروز يمثل في مطاردة بالسيارات في درب السلطان بالدار البيضاء. بدأ التصوير في لندن في سبتمبر. وفي 10 أكتوبر تم رصد كروز والبديل عنه أثناء تصوير بعض المشاهد في موناكو.
تم تصوير مشهد الحركة الذي يظهر فيه إيثان هانت وهو يتسلق ويتدلى من الخارج لطائرة أطلس C1 الطائر في راف ويتيرينغ بالقرب من ستامفورد. قام توم كروز بتنفيذ التسلسل، كان معلقًا على متن الطائرة التي يزيد ارتفاعها عن 5000 قدم (1500 م) في الهواء، دون استخدام حيلة مزدوجة. لإنجاز هذا المشهد، مُنح فريق الإنتاج فترة محدودة مدتها 48 ساعة فقط. أقلعت الطائرة وهبطت 8 مرات قبل أن تحصل على اللقطة المثالية. في 9 نوفمبر، بدأ التصوير في ساوثهامبتون ووتر ومحطة فولي للطاقة. تدرب توم كروز تحت إشراف أخصائي الغوص كيرك كراك ليكون قادرًا على حبس أنفاسه لمدة ثلاث دقائق لأداء تسلسل تحت الماء تم تصويره في لقطة واحدة طويلة دون أي تعديلات (على الرغم من أن المشهد في الفيلم تم قطعه بعدة فترات راحة، مما يعطي الانطباع انه تم تصويره بعدة لقطات). ومع ذلك، يدعي منسق الأعمال ويد إيستوود أن كروز حبس أنفاسه لما يزيد عن ست دقائق.
في 20 فبراير 2015، قالت صحيفة هوليوود ريبورتر إن التصوير توقف لمنح ماك كويري وكروز وشخص ثالث غير معروف وقتًا لإعادة صياغة نهاية الفيلم. انتهى التصوير في 12 مارس 2015.

## الموسيقى التصويرية
الموسيقى التصويرية لفيلم «مهمة مستحيلة: أمة مارقة» هي من تأليف جو كريمر، الذي تعاون سابقًا مع المخرج ماك كويري في ذا واي اوف ذا جان وجاك ريتشر. تم إعلان عن كريمر كملحن للفيلم في سبتمبر 2014. تم تسجيل الموسيقى التصويرية مع أقسام أوركسترا صغيرة في استوديوهات جروف البريطانية ومع الأوركسترا الكاملة في استوديوهات آبي رود.
بالإضافة إلى دمج موسيقى لالو سكيفرين الموضوعية من المسلسل التلفزيوني، وهم ثلاثة أغاني ("Escape to Danger" و"A Matter of Going" و"Finale and Curtain Call") ظهرت أغنية نيسون دورما للملحن جاكومو بوتشيني من أوبرا توراندوت في مسرح دار الأوبرا. أصبحت الموسيقى التصويرية متاحة مادياً من تسجيلات «لا لا لاند» في 28 يوليو 2015، مع إصدار الألبوم الرقمي من «باراماونت ميوزيك» في نفس اليوم.
الموسيقى التصويرية بأكملها من ألحان جو كريمر.
جميع الأغاني من تأليف جو كريمر. 
| #   | عنوان                                     | المدة |
| --- | ----------------------------------------- | ----- |
| 1.  | "The A400"                                | 6:38  |
| 2.  | "Solomon Lane"                            | 4:08  |
| 3.  | "Good Evening, Mr. Hunt"                  | 2:35  |
| 4.  | "Escape to Danger"                        | 2:46  |
| 5.  | "Havana to Vienna"                        | 5:13  |
| 6.  | "A Flight at the Opera"                   | 2:23  |
| 7.  | "The Syndicate"                           | 3:44  |
| 8.  | "The Plan"                                | 3:21  |
| 9.  | "It's Impossible" (قرص مضغوط)             | 1:23  |
| 10. | "The Torus"                               | 7:02  |
| 11. | "Morocco Pursuit"                         | 2:29  |
| 12. | "Grave Consequences"                      | 4:12  |
| 13. | "A Matter of Going"                       | 5:05  |
| 14. | "The Blenheim Sequence"                   | 4:00  |
| 15. | "Audience with the Prime Minister"        | 4:23  |
| 16. | "This is the End, Mr. Hunt" (قرص المضغوط) | 3:48  |
| 17. | "A Foggy Night in London"                 | 2:10  |
| 18. | "Meet the IMF"                            | 1:47  |
| 19. | "Finale and Curtain Call"                 | 6:14  |

## الإصدار
كانت باراماونت قد حددت موعد الفيلم في الأصل لإصدار الفيلم في 25 ديسمبر 2015. في 26 يناير 2015، قدمت شركة باراماونت تاريخ الإصدار إلى 31 يوليو 2015. السبب الرئيسي التي ذكرته هوليوود ريبورتر هو تجنب منافسة فيلمين آخرين في عام 2015، وهم حرب النجوم: القوة تنهض وطيف. في الولايات المتحدة وكندا، تم إصداره بتنسيق «دولبي فيشين» في سينما دولبي، وهي المرة الأولى التي تقوم بها شركة باراماونت بالتنسيق معها. في 13 فبراير 2015، أعلنت شركة باراماونت و«آيماكس» أنهما ستقومان بإعادة صياغة الفيلم رقميًا إلى تنسيق آيماكس وإصداره في مسارح آيماكس في جميع أنحاء العالم في الموعد المحدد. اكتمل الفيلم في الساعة 2:00 صباحًا في 18 يوليو 2015، أي قبل أقل من أسبوعين من تاريخ إصداره. تم إصدار الفيلم رسميًا في أمريكا الشمالية في 31 يوليو 2015. أصدرت لوت الفيلم في كوريا الجنوبية في 30 يوليو 2015. صدر الفيلم في الصين في 8 سبتمبر 2015.
في أغسطس 2015، استحوذت فوكس نيتووركس على حقوق بث الكابل الأمريكي، للبث بعد إصداره المسرحي. الفيلم متاح لشبكات إف إكس ومجموعة شبكاتها: إف إكس وإف إكس إكس وإف إم إكس بالإضافة إلى منصة الفيديو حسب الطلب إف إكس ناو.

### التسويق
أنفقت شركة باراماونت بيكتشرز 42 مليون دولار على إعلان الفيلم. تم إصدار كتاب هزلي بالتزامن مع إصدار الفيلم دي في دي / بلو راي. يتبع هانت خلال أحداث الفيلم. الكتاب الهزلي من تأليف كاتب الفيلم ومخرجه كريستوفر ماكويري ورسمه الفنان أوين فريمان.

## الاستقبال

### شباك التذاكر
حقق المهمة: مستحيلة 195 مليون دولار في الولايات المتحدة وكندا، و487.7 مليون دولار في البلدان أخرى، بإجمالي بلغ 682.7 مليون دولار عالميًا. على الرغم من أنه كان من المتوقع أن يصبح الفيلم الأكثر ربحًا في سلسلة أفلام مهمة مستحيلة وأعلى فيلم لتوم كروز، إلا أنه فشل على ما يبدو في تجاوز مهمة مستحيلة: بروتوكول الشبح ليصبح ثالث أعلى فيلم في تحقيق الأرباح في السلسلة وثالث أكبر فيلم لكروز. كان الافتتاح عالميًا بقيمة 121 مليون دولار وبلغ إجمالي افتتاح آيماكس في جميع أنحاء العالم 12.5 مليون دولار (ثالث أكبر افتتاح في شهر يوليو خلف نهوض فارس الظلام (2012) وهاري بوتر ومقدسات الموت – الجزء 2 (2011)). حسبت ددلاين هوليوود صافي ربح الفيلم ليكون 108.9 مليون دولار، مع احتساب جميع النفقات والإيرادات للفيلم معًا.

#### الولايات المتحدة وكندا
وفقًا لتتبع ما قبل الإصدار في الولايات المتحدة وكندا، كان من المتوقع أن يكسب الفيلم حوالي 40-50 مليون دولار في عطلة نهاية الأسبوع الافتتاحي، وهو أقل مما كسبته أفلام الثلاثة الأولى من السلسلة في عطلة نهاية الأسبوع الأولى. حقق 4 ملايين دولار من عروض ليلة الخميس التي بدأت في الساعة 8 مساءً. من 2764 مسرح، و20.3 مليون دولار في يوم الافتتاح، وهو ثاني أكبر يوم افتتاح لتوم كروز (خلف حرب العوالم) والأكبر في السلسلة (كسر رقم المهمة المستحيلة 2)، مع 16٪ من مبيعات التذاكر من 367 مسارح آيماكس للفيلم. في عطلة نهاية الأسبوع الافتتاحي، حقق الفيلم 55.5 مليون دولار متجاوزًا التوقعات وهو ثاني أعلى افتتاح في السلسلة، خلف مهمة مستحيلة 2 (57.8 مليون دولار) وثالث أكبر فيلم لكروز خلف حرب العوالم (64.8 مليون دولار) والمهمة: المستحيلة 2. ساهمت آيماكس بمبلغ 8.4 مليون دولار من إجمالي الافتتاح من 369 شاشة آيماكس وهو ثالث أفضل افتتاح لشهر يوليو بعد نهوض فارس الظلام (19 مليون دولار) وهاري بوتر ومقدسات الموت – الجزء 2 (15.2 مليون دولار). حقق العرض الكبير زيادة 2.6 مليون دولار، 13٪ من إجمالي يوم الجمعة مع إيرادات Cinemark XD التي بلغت ما يقرب من 700,000 دولار من 108 شاشات. بقيت في المركز الأول لعطلة نهاية الأسبوع الثانية حيث حققت أرباحًا تقدر بنحو 28.5 مليون دولار (بانخفاض 48.7٪) من 3988 مسرح (+32 مسرح) دعم الفيلم بالكلمات القوية والاستعراضات المثيرة والمسارح القوية في مسارح آيماكس. كما انخفضت عائدات آيماكس بشكل طردي بنسبة 39٪ لتصل إلى 4.3 مليون دولار في عطلة نهاية الأسبوع الثانية. تصدّر شباك التذاكر في أمريكا الشمالية لمدة أسبوعين متتاليين حتى تجاوزه فيلم الدراما السيرة الذاتية الخروج من كومبتون في عطلة نهاية الأسبوع الثالثة. أنهى مسيرته المسرحية في 29 أكتوبر 2015، وعُرِض في المسارح لما مجموعه 91 يومًا، أو 13 أسبوعًا، وحقق إجمالي 195 مليون دولار في شباك التذاكر في أمريكا الشمالية وهو 28.6٪ فقط من إجمالي الناتج العالمي. إنه رابع أعلى فيلم من حيث الأرباح في سلسلة مهمة مستحيلة خلف مهمة مستحيلة: سقوط (220 مليون دولار)، المهمة المستحيلة 2 (215 مليون دولار) ومهمة مستحيلة: بروتوكول الشبح (209 مليون دولار).

#### في البلدان الأخرى
في الأماكن الأخرى، تم افتتاح الفيلم في 40 سوقًا خارجيًا بما في ذلك 135 مسرح من مسارح آيماكس في 31 يوليو 2015 وفي أسواق كبيرة مثل المملكة المتحدة والمكسيك وأستراليا. حقق 64.5 مليون دولار في عطلة نهاية الأسبوع الافتتاحي وذهب إلى المركز الأول في 33 سوقًا وساهم آيماكس بمبلغ 4.1 مليون دولار في افتتاحه الدولي. ارتفعت الإيرادات في عطلة نهاية الأسبوع الثانية بنسبة 0.5٪ لتصل إلى 65 مليون دولار. تم عرضه في 18 سوقًا جديدًا بما في ذلك الهند واليابان وروسيا وافتتح في المرتبة الأولى في 17 من أصل 18 سوقًا باستثناء اليابان حيث كانت وراء العالم الجوراسي. بشكل عام، تم افتتاحه في المركز الأول في 55 من أصل 63 منطقة تم إصداره فيها وكان أكبر افتتاح في نهاية الأسبوع على الإطلاق للامتياز في 46 سوقًا وأفضل افتتاح لتوم كروز في 40 سوقًا. تصدّر شباك التذاكر خارج أمريكا الشمالية لثلاث عطلات نهاية أسبوع متتالية قبل أن يتفوق عليه فيلم باراماونت الجديد «ترمنايتور جنيسس» في عطلة نهاية الأسبوع الرابعة.
كان لديه أكبر افتتاح للسلسلة في المملكة المتحدة وأيرلندا ومالطا (8.3 مليون دولار) وفرنسا (7 ملايين دولار) والهند (7.5 مليون دولار) واليابان (6.1 مليون دولار) وروسيا ورابطة الدول المستقلة (5.3 مليون دولار) والمكسيك (5 مليون دولارات) والشرق الأوسط (4.7 مليون دولار بما في ذلك 2.5 مليون دولار من الإمارات وحدها) وتايوان (5.1 مليون دولار) وأستراليا (3.8 مليون دولار) وألمانيا (3.2 مليون دولار) والبرازيل (3.1 مليون دولار) وباكستان (1 مليون دولار). في كوريا الجنوبية، حيث حقق الفيلم نجاحًا كبيرًا، تم افتتاحه بـ16.95 مليون دولار (49٪ أعلى من بروتوكول شبح)، وهو ثاني أكبر افتتاح على الإطلاق لشركة باراماونت، بعد المتحولون: الجانب المظلم للقمر؛ وأكبر افتتاح لتوم كروز على الإطلاق هناك؛ والأفضل في السلسلة؛ وثاني أكبر افتتاح لفيلم غربي في عام 2015. حصد الفيلم 8.1 دولار و3.7 مليون دولار في عطلة نهاية الأسبوع الثانية والثالثة بإجمالي 41.1 مليون دولار مما جعل كوريا الجنوبية ثاني أعلى سوق للفيلم تليها اليابان (41.2 مليون دولار) والمملكة المتحدة (32 مليون دولار) وفرنسا (20.9 مليون دولار) وألمانيا (13 مليون دولار). في اليابان، واجه الفيلم منافسة مع استمرار عرض العالم الجوراسي. في الصين، برز الفيلم ونجح نجاحًا كبيرًا؛ إذ حصل على 18.5 مليون دولار في يوم افتتاحه في 8 سبتمبر (بما في ذلك 1.4 مليون دولار من عروض منتصف الليل)، وهو أكبر افتتاح لفيلم هوليوود ثنائي الأبعاد في البلاد، وثاني أكبر فيلم ثنائي الأبعاد في الصين. (فقط خلف الفيلم بنكيك مان المحلي؛ والذي حصد 22.2 مليون دولار)، وخامس أكبر افتتاح لأي فيلم. على الرغم من الافتتاح يوم الثلاثاء - حيث كان معظم الأطفال خارج المدرسة - تم افتتاح الفيلم بنجاح وتطابق تقريبًا مع الرقم الافتتاحي لأمريكا الشمالية. ذكر روب كاين من فوربس الأسباب المحتملة للافتتاح الناجح، وذلك للتأسيس الجيد للامتياز في الصين (حصل سلفه المباشر بروتوكول الشبح على 102.7 مليون دولار)، وللتوسع السريع والنمو في سوق الأفلام الصينية، ولكونه ثاني أفلام هوليوود (بعد ترمنايتور جنيسس) صدر بعد فترة التعتيم التي استمرت 60 يومًا تقريبًا؛ إذ تم منع الأفلام غير الصينية من الانتقال إلى الإصدار العام في البلاد، وللحملات التوعية الناجحة وجهود التسويق التي قام بها طاقم الفيلم بما في ذلك توم كروز نفسه الذي قام بزيارة العديد من المدن الصينية. واستمر في كسب ما يقدر بنحو 85.8 مليون دولار خلال عطلة نهاية الأسبوع الافتتاحي (الثلاثاء - الأحد) على 5500 شاشة. إنه أكثر فيلم ثنائي الأبعاد ربحًا في هوليوود حيث بلغ 136.8 مليون دولار (محطمًا رقم بين النجوم). كان من المتوقع أن يحقق الفيلم ما يقرب من 70٪ من إجمالي الناتج العالمي في الخارج، وانتهى الأمر بجني 487,287,762 دولارًا أمريكيًا أي 71.4٪ من إجمالي الناتج العالمي في الخارج والذي يعد ثاني أعلى فيلم ضمن السلسلة.

### استقبال الجمهور
وفقًا لمجمع المراجعة روتن توميتوز، حصل «المهمة مستحيلة: أمة منشقة» على تصنيف 93٪ بناءً على 312 تقييمًا ومتوسط تقييم 7.48 / 10. يقرأ الإجماع النقدي للموقع، «مهمة مستحيلة: أمة منشقة يواصل عودة الظهور المثير للامتياز - ويثبت أن توم كروز لا يزال نجم أكشن بلا مساواة.» أعطى ميتاكريتيك الفيلم درجة 75 من 100 بناءً على 46 ناقدًا، مما يشير إلى «المراجعات الإيجابية بشكل عام». على سينماسكور، أعطى الجمهور الفيلم درجة "A-" على مقياس A + إلى F.
وصف تي بير من بوسطن غلوب الفيلم بأنه «ممتع بشكل غير معقول» وقال إنه «يتكشف بسلاسة ملتوية ومتعة»، مسلطًا الضوء على عروض كروز، وبيغ، وفيرغسون، وبالدوين ومقارنة مشاهد الأكشن بتلك الخاصة بأفلام جيمس بوند وكذلك فيلم ألفريد هيتشكوك الرجل الذي عرف أكثر من اللازم (1956). في النهاية أعطى الفيلم 3 من أصل 4 نجوم. أعطى ريتشارد روبر من شيكاغو سن-تايمز الفيلم 3.5 من أصل 4 نجوم، مشيدًا بالفيلم وقال إن الفيلم «لا يزال يتصدر نفسه». ومع ذلك، فقد انتقد الشرير لأنه لا يُنسى أو يرهب. قال كينيث توران من صحيفة لوس أنجلوس تايمز إن اتجاه ماك كويري سمح للفيلم بالتميز عن الأفلام الأخرى من حيث الحركة وإدراجها للشخصيات النسائية، كما أشادت بمشاهدها مع كروز. أشاد كريستوفر أور من ذي أتلانتيك كروز قائلاً: «لقد تغلب على المستحيل من خلال تطبيقه لقوة الإرادة المطلقة، وهي صفة لطالما امتلكها كروز بوفرة» ووصفها بأنها القوة الدافعة للفيلم والامتياز. هو أيضًا أشاد بفيرغسون من بين الممثلين الداعمين لدورها كبطلة أكشن. اعتبر جوزيف ويجلر من MTV.com الفيلم على أنه «واحد من أكثر مغامرات إيثان هانت المسلية» مما يثبت أن «الامتياز لا يزال لديه الكثير من القتال، مع عدم وجود علامات على التباطؤ.» وأشاد بعروض كل من كروز وفيرغسون، أشاد بفيرغسون لتأديتها «الشخصية الأكثر روعة في الفيلم بأكمله» و«واحدة من أكثر الشخصيات تعقيدًا وإغراءً في سلسلة الأفلام الخمسة بأكملها.» صرحت مانوهلا دارجيس من نيويورك تايمز بأن "Rogue Nation" فيلم أنيق ومتضخم ومحدّد وعام يشبه إلى حد كبير معظم أفلام «مهمة مستحيلة».

### الإصدار المنزلي
تم إصدار الفيلم على بلو راي ودي في دي في 15 ديسمبر 2015 في الولايات المتحدة. تم إصدار بلو راي بدقة 4K Ultra HD في 26 يونيو 2018 مع أول أربعة أفلام.

## الجوائز
| الجائزة                     | الصنف                                                                         | الترشيح                                                          | النتيجة |
| --------------------------- | ----------------------------------------------------------------------------- | ---------------------------------------------------------------- | ------- |
| جائزة اختيار النقاد للأفلام | أفضل فيلم أكشن                                                                |                                                                  | رُشِّح     |
| جائزة اختيار النقاد للأفلام | أفضل ممثل في فيلم أكشن                                                        | توم كروز                                                         | رُشِّح     |
| جائزة اختيار النقاد للأفلام | أفضل ممثلة في فيلم أكشن                                                       | ريبيكا فيرغسون                                                   | رُشِّح     |
| جوائز إمباير                | أفضل فيلم إثارة                                                               |                                                                  | رُشِّح     |
| جوائز إمباير                | أفضل قادمة جديدة                                                              | ريبيكا فيرغسون                                                   | رُشِّح     |
| دائرة نقاد لندن             | الإنجاز الفني للعام: الأعمال المثيرة                                          | وايد إيستوود                                                     | رُشِّح     |
| جائزة نقابة ممثلي الشاشة    | أداء رائع من قبل الفرقة في الصورة المتحركة                                    |                                                                  | رُشِّح     |
| جمعية المؤثرات البصرية      | تصوير سينمائي افتراضي رائع في مشروع تصوير فوتوغرافي ("غرفة الحلقة تحت الماء") | فنسنت أوبيتيت، مارجو دوراند-ريفال، كريستوفر أنسيوم، روبرت إلسويت | رُشِّح     |
| جائزة زحل                   | أفضل فيلم خيال علمي                                                           |                                                                  | رُشِّح     |
| جائزة زحل                   | إفضل ممثل مساعد                                                               | سايمون بيج                                                       | رُشِّح     |

## الجزء التالي
بحلول مايو 2015، كانت باراماونت تطور الجزء السادس «مهمة: سقوط»، مع وجود كروز، وأبرامز، وإليسون، وغولدبرغ للإنتاج، جنبًا إلى جنب مع المنتجين التنفيذيين دون جرانجر ومات جريم، وإليزابيث رابوسو التي تشرف على التطوير. عاد كريستوفر ماك كويري لكتابة وإخراج الفيلم، بدأ تصويره في أبريل 2017.

## روابط خارجية
- الموقع الرسمي
- مهمة مستحيلة: أمة منشقة على موقع IMDb (الإنجليزية)
- مهمة مستحيلة: أمة منشقة على موقع ميتاكريتيك (الإنجليزية)
- مهمة مستحيلة: أمة منشقة على موقع روتن توميتوز (الإنجليزية)
- مهمة مستحيلة: أمة منشقة على موقع نتفليكس (الإنجليزية)
- مهمة مستحيلة: أمة منشقة على موقع قاعدة بيانات الأفلام العربية
- مهمة مستحيلة: أمة منشقة على موقع ألو سيني (الفرنسية)
- مهمة مستحيلة: أمة منشقة على موقع Turner Classic Movies (الإنجليزية)
- مهمة مستحيلة: أمة منشقة على موقع أول موفي (الإنجليزية)
- مهمة مستحيلة: أمة منشقة على موقع بوكس أوفيس موجو (الإنجليزية)
- مهمة مستحيلة: أمة منشقة على موقع فيلمافينيتي (الإسبانية)